# András Zsinka
András Zsinka (ur. 19 października 1947 w Székesfehérvárze, zm. 8 kwietnia 2023) – węgierski lekkoatleta, średniodystansowiec.
Specjalizował się w biegu na 800 metrów. Zajął w nim 4. miejsce na halowych mistrzostwach Europy w 1972 w Grenoble. Odpadł w eliminacjach tej konkurencji na igrzyskach olimpijskich w 1972 w Monachium i na halowych mistrzostwach Europy w 1973 w Rotterdamie.
Zdobył srebrny medal na tym dystansie na halowych mistrzostwach Europy w 1974 w Göteborgu, przegrywając jedynie z Luciano Sušanjem z Jugosławii, a wyprzedzając Jozefa Plachego z Czechosłowacji. Zajął 4. miejsce w biegu na 800 metrów na halowych mistrzostwach Europy w 1976 w Monachium i odpadł w eliminacjach biegu na 1500 metrów na halowych mistrzostwach Europy w 1978 w Mediolanie.
Zsinka był mistrzem Węgier w biegu na 800 metrów w 1970, 1974 i 1976, w sztafecie 4 × 200 metrów w 1971, w sztafecie 4 × 400 metrów w latach 1970–1973, 1976 i 1978, w sztafecie 4 × 800 metrów w latach 1969–1976 i 1978 oraz w sztafecie 4 × 1500 metrów w latach 1972, 1974–1976 i 1978. W hali był mistrzem Węgier w biegu na 800 metrów w latach 1974–1978 i w biegu na 1500 metrów w latach 1974–1976.
Był rekordzistą Węgier w sztafecie 4 × 400 metrów z czasem 3:07,6, uzyskanym 2 sierpnia 1970 w Sarajewie.
Rekordy życiowe Zsinki:
- bieg na 400 metrów – 47,4 (23 czerwca 1972, Budapeszt)
- bieg na 800 metrów – 1:47,5 (5 września 1976, Budapeszt)
- bieg na 1000 metrów – 2:24,6 (2 sierpnia 1975, Budapeszt)
- bieg na 1500 metrów – 3:41,2 (22 września 1976, Budapeszt)
- bieg na milę – 4:12,4 (29 maja 1975, Innsbruck)